# Peodes forcipatus
Peodes forcipatus är en tvåvingeart som beskrevs av Friedrich Hermann Loew 1857. Peodes forcipatus ingår i släktet Peodes och familjen styltflugor. Enligt den svenska rödlistan är arten otillräckligt studerad i Sverige. Arten förekommer i Nedre Norrland. Artens livsmiljö är våtmarker. Inga underarter finns listade i Catalogue of Life.